# Hartford
Hartford é a capital do estado norte-americano de Connecticut, localizada no condado de Hartford, à beira do rio Connecticut. A cidade foi fundada em 1635 como Newtown, e renomeada para Hartford em 1637. É o centro financeiro do estado, sendo o maior centro da indústria de seguros dos Estados Unidos e o segundo maior do mundo (atrás apenas de Londres).

## Geografia
De acordo com o United States Census Bureau, a cidade tem uma área de 46,8 km², dos quais 45 km² estão cobertos por terra e 1,8 km² por água.
Municípios que rodeiam a cidade de Hartford são Windsor e Bloomfield ao Norte, West Hartford a Oeste, East Hartford a Leste, e Wethersfield ao Sul.
Zona urbana metropolitana de Hartford/New Britain/Bristol (Norte-Central de Connecticut).

### Clima
Temperado/continental. 
Outono/Inverno/Primavera com precipitacão e neves frequentes. Verão (Junho-Setembro) geralmente quente e úmido.

### Cidades relativamente próximas
A cerca de duas a quatro horas de carro: Nova Iorque (Nova Iorque), Burlington (Vermont), Nashua (Nova Hampshire), Portland (Maine). Uma hora e meia a duas (aproximadamente): Boston (Massachusetts), Providence (Rhode Island), Newport (Rhode Island), Albany (Nova Iorque), New Bedford (Massachusetts), Fall River (Massachusetts). Cerca de uma hora: Danbury (Connecticut), Bridgeport (Connecticut), Norwalk (Connecticut), Stamford (Connecticut), New London (CT), White Plains (Nova Iorque). Cerca de 30 minutos: Springfield (Massachusetts),New Haven (Connecticut), Waterbury (Connecticut). Cerca de 15 minutos: New Britain (Connecticut), Bristol (Connecticut).

## Demografia
Segundo o censo nacional de 2010, sua população é de 124 775 habitantes, fazendo de Hartford a terceira cidade mais populosa do estado, depois de Bridgeport e New Haven. A sua densidade populacional é de 2 668,4 hab/km². A cidade possui 51 822 residências que resulta em uma densidade de 1 151,2 residências/km².

## Marcos históricos
O Registro Nacional de Lugares Históricos lista 138 marcos históricos em Hartford. Os primeiros marcos foram designados em 15 de outubro de 1966 e o mais recente em 28 de maio de 2020. Existem 8 Marco Histórico Nacional na cidade.

## Pontos de interesse
- Casa de Mark Twain
- Capitólio
- Bushnell
- Museu Elsworth
- Centro de Ciência de Connecticut (inaugurado em 2009);
- Wadsworth Atheneum (fundado em 1842);
- Universidade de Connecticut (fundada em 1881);
- Biblioteca Estatal do Connecticut

## Jardins e parques
- Bushnel Park (no centro da cidade, perto do Capitólio);
- Riverside Park (junto ao rio Connecticut);
- Elizabeth Park (em sua maioria em West Hartford)

## Transportes
Auto estradas principais 84; 91.
Linha ferroviária com ligações a Springfield (Massachusetts), New Haven (Connecticut), Bridgeport (Connecticut), Norwalk (Connecticut), Stamford (Connecticut), Nova Iorque e Buffalo, entre outras localidades geralmente servidas pela Amtrak.

### Aeroporto principal
Hartford/Springfield/Windsor Locks. A maior parte do aeroporto fica no município de Windsor Locks e é igualmente conhecido por Bradley International Airport. O terminal fica em Windsor Locks, a pista estende-se a E.Granby e Suffield, rodeado pelos municípios de Windsor, Suffield, Granby, no condado de Hartford (Harford County) situado entre os centros urbanos de Hartford (Connecticut) e Springfield (Massachusetts). Servido por  várias linhas aereas. O "Bradley International Airport" possui serviços de "rent a car" (aluguel de carros), restaurantes e um hotel.
Outro aeroporto: Brainard Field, na cidade de Hartford, com aviação geralmente não comercial.

## Cidade Irmã
- João Pessoa[4]